# Alberto Orlandi
Alberto Orlandi (Viareggio, 13 aprile 1973) è un allenatore di hockey su pista ed ex hockeista su pista italiano.

## Carriera

### Club
Dopo aver disputato le giovanili nella squadra della sua città, il CGC Viareggio, esordisce con il suo club in serie A1 nel 1989-1990. Con il Viareggio centra come miglior piazzamento in campionato il 6º posto nel 1991-1992 e partecipa alla Coppa CERS 1992-1993 venendo eliminato però al primo turno. Nel 1994 passa al Novara dove rimane per sette stagioni fino al 2001. Con la squadra piemontese vince sei titoli italiani (1994-1995, 1996-1997, 1997-1998, 1998-1999, 1999-2000, 2000-2001), sette coppe Italia (1994-1995, 1995-1996, 1996-1997, 1997-1998, 1998-1999, 1999-2000, 2000-2001) e tre coppe di Lega (1998-1999, 1999-2000, 2000-2001); in ambito europeo giunge per quattro volte le semifinali della maggiore coppa continentale senza però riuscire a centrare alcuna vittoria. Nel 2001 termina la sua avventura a Novara ed emigra in Portogallo al Porto. Con la formazione portoghese vince due campionati consecutivi. Nel 2003 rientra in Italia e va al Bassano. Nelle cinque stagioni passate in Veneto Orlandi riesce a vincere un altro scudetto nel 2003-2004, una coppa Italia sempre nel 2003-2004, una supercoppa italiana nel 2007 e una coppa del Mondo per club. Dal 2008 al 2013 torna a giocare nella sua Viareggio. Con il CGC vince il suo ottavo scudetto e la sua nona coppa Italia. Nel 2013 passa al Forte dei Marmi. In versilia Orlandi vince altri tre scudetti, una coppa Italia e una supercoppa italiana. Nel 2017-2018 prosegue  al Biasca raggiungendo la finale di campionato come allenatore giocatore e l'anno successivo si laurea campione Svizzero all'età di 46 anni.

### Nazionale
Con la nazionale italiana fece il suo esordio ai campionati europei del 1996 a Salsomaggiore Terme arrivando secondo dietro il Portogallo. Si laurea campione del mondo nel 1997 a Wuppertal. Gioca la sua ultima gara con la nazionale durante il campionato del mondo del 2011.

### Statistiche
| Stagione  | Squadra         | Campionato naz. | Campionato naz. | Coppe nazionali | Coppe nazionali | Supercoppe naz. | Supercoppe naz. | Coppe continen. | Coppe continen. |
| Stagione  | Squadra         | Comp            | Piaz            | Comp            | Piaz            | Comp            | Piaz            | Comp            | Piaz            |
| --------- | --------------- | --------------- | --------------- | --------------- | --------------- | --------------- | --------------- | --------------- | --------------- |
| 1989-1990 | CGC Viareggio   | A1              | 11°             | CI              | ?               | -               | -               | -               | -               |
| 1990-1991 | CGC Viareggio   | A1              | 12°             | -               | -               | -               | -               | -               | -               |
| 1991-1992 | CGC Viareggio   | A1              | 6°              | -               | -               | -               | -               | -               | -               |
| 1992-1993 | CGC Viareggio   | A1              | 8°              | CI              | ?               | -               | -               | Cers            | 1°T             |
| 1993-1994 | CGC Viareggio   | A1              | 11°             | CI              | ?               | -               | -               | -               | -               |
| 1994-1995 | Novara          | A1              | Campione        | CI              | Vittoria        | -               | -               | Camp.           | SF              |
| 1995-1996 | Novara          | A1              | 2°              | CI              | Vittoria        | -               | -               | Camp.           | QF              |
| 1996-1997 | Novara          | A1              | Campione        | CI              | Vittoria        | -               | -               | Cham.           | FG              |
| 1997-1998 | Novara          | A1              | Campione        | CI              | Vittoria        | -               | -               | Cham.           | SF              |
| 1998-1999 | Novara          | A1              | Campione        | CI              | Vittoria        | CL              | Vittoria        | Cham.           | SF              |
| 1999-2000 | Novara          | A1              | Campione        | CI              | Vittoria        | CL              | Vittoria        | Cham.           | SF              |
| 2000-2001 | Novara          | A1              | Campione        | CI              | Vittoria        | CL              | Vittoria        | Cham.           | FG              |
| 2001-2002 | Porto           | PD              | Campione        | CP              | ?               | -               | -               | Cham.           | OF              |
| 2002-2003 | Porto           | PD              | Campione        | CP              | ?               | SP              | F               | Cham.           | FG              |
| 2003-2004 | Bassano 54      | A1              | Campione        | CI              | Vittoria        | -               | -               | Cham.           | OF              |
| 2004-2005 | Bassano 54      | A1              | 2°              | CI              | F               | -               | -               | Cham.           | OF              |
| 2005-2006 | Bassano 54      | A1              | 2°              | CI              | SF              | SI              | F               | Cham.           | FG              |
| 2006-2007 | Bassano 54      | A1              | 2°              | CI              | SF              | -               | -               | Cham.           | F               |
| 2007-2008 | Bassano 54      | A1              | 2°              | CI              | ?               | SI              | Vittoria        | Eurol.          | FG              |
| 2008-2009 | CGC Viareggio   | A1              | 3°              | CI              | ?               | -               | -               | Cers            | SF              |
| 2009-2010 | CGC Viareggio   | A1              | 7°              | CI              | F               | -               | -               | Eurol.          | FG              |
| 2010-2011 | CGC Viareggio   | A1              | Campione        | CI              | Vittoria        | -               | -               | Eurol.          | FG              |
| 2011-2012 | CGC Viareggio   | A1              | 2°              | CI              | SF              | SI              | F               | Eurol.          | FG              |
| 2012-2013 | CGC Viareggio   | A1              | 2°              | CI              | F               | -               | -               | Eurol.          | FG              |
| 2013-2014 | Forte dei Marmi | A1              | Campione        | CI              | SF              | -               | -               | Cers            | SF              |
| 2014-2015 | Forte dei Marmi | A1              | Campione        | CI              | SF              | SI              | Vittoria        | Eurol.          | QF              |
| 2015-2016 | Forte dei Marmi | A1              | Campione        | CI              | QF              | SI              | F               | Eurol.          | SF              |
| 2016-2017 | Forte dei Marmi | A1              | 2°              | CI              | Vittoria        | SI              | F               | Eurol.          | QF              |
| 2017-2018 | Biasca          | LNA             | 2°              | CS              | QF              | -               | -               | -               | -               |
| 2018-2019 | Biasca          | LNA             | Campione        | CS              | OF              | -               | -               | -               | -               |

Legenda:
FG: Eliminato alla fase a gironi.
OF: Eliminato agli ottavi di finale.
QF: Eliminato ai quarti di finale.
SF: Eliminato in semifinale.
F: Finalista.

## Palmarès

### Giocatore

#### Club

##### Titoli nazionali
- Campionato italiano: 11

Novara: 1994-1995, 1996-1997, 1997-1998, 1998-1999, 1999-2000, 2000-2001
Bassano 54: 2003-2004
CGC Viareggio: 2010-2011
Forte dei Marmi: 2013-2014, 2014-2015, 2015-2016
- Coppa Italia: 10

Novara: 1994-1995, 1995-1996, 1996-1997, 1997-1998, 1998-1999, 1999-2000, 2000-2001
Bassano 54: 2003-2004
CGC Viareggio: 2010-2011
Forte dei Marmi: 2016-2017
- Coppa di Lega: 3

Novara: 1998-1999, 1999-2000, 2000-2001
- Supercoppa italiana: 2

Bassano 54: 2007
Forte dei Marmi: 2014
- Campionato portoghese: 2

Porto: 2001-2002, 2002-2003
- Campionato svizzero: 1

Biasca: 2018-2019

##### Titoli internazionali
- Coppa del Mondo per club: 1

Bassano 54: 2006

#### Nazionale
- Campionato mondiale: 1

Wuppertal 1997